# اولاف هاگن
اولاف هاگن (انگلیسی: Olav Hagen; ۲۸ نوامبر ۱۹۲۱ – ۲۱ اوت ۲۰۱۳) اسکی‌باز صحرانوردی اهل نروژ بود.